# 曽毓雋
曽 毓雋（そう いくしゅん）は清末中華民国の政治家。北京政府、安徽派に属した。字は雲沛または雲霈。

## 事績
1897年（光緒23年）、丁酉科挙人。清朝においては地方官職を歴任して、郵伝部参事まで至った。
中華民国成立後は、北京政府の交通部で各職を歴任し、1914年（民国3年）、陸軍部軍需処処長、張家口塩務稽核所経理となる。1916年（民国5年）、国務院秘書、京漢鉄路局長となる。翌年7月、段祺瑞の張勲討伐に随従し、討逆軍総司令部軍需処長に任じられた。これにより曽毓雋は、安徽派・交通系の政治家と目されることになった。
1918年（民国7年）、参議院議員となる。同年10月には、交通部次長兼鉄路総弁となった。翌年、川粤漢鉄路督弁となる。同年6月、銭能訓内閣で五四運動により辞任した曹汝霖の後任として、代理交通総長となる。そのまま12月には、靳雲鵬内閣で交通総長に正式に任命された。
しかし、1920年（民国9年）7月の安直戦争で安徽派が直隷派に敗北すると、曽毓雋は指名手配され、天津に逃げ込んだ。1924年（民国13年）11月、段が臨時執政として復権すると、曽もその幕僚として復権した。ところが翌年、国民軍に逮捕・拘禁されてしまい、何とか逃亡した。国民政府の北伐完了後は、国民政府からも指名手配を受ける身となっている。
1938年（民国27年）、南京の中華民国維新政府から任官の誘いを受けた。しかし曽毓雋はこれを拒否して香港に逃れた。同年6月、重慶に移る。国民政府から賑済委員会委員に任じられ、1941年（民国30年）5月までその地位にあった。中華人民共和国成立後は、天津に寓居している。
1967年11月14日、死去。享年93（満92歳）。

## 注
1. 1 2  中央文史研究館「館員伝略」（2001年9月）による（「曾以鼎兄弟生卒年及其他」『福州晩報』2002年8月27日）。徐友春主編『民国人物大辞典 増訂版』2089頁は1865年（清同治4年）生まれ、1963年没とし、Who's Who in China 3rd ed., p.747は1879年生まれとしているが、いずれも誤りである。